# Орнаментика (музыка)

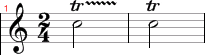
Обозначение трели

Короткий форшлаг

Длинный форшлаг

Орнаме́нтика (от лат. ornamentum — украшение) — способы украшения мелодии (темы) вспомогательными тонами. В музыке украшения – это музыкальные завитки, добавочные ноты, которые не являются необходимыми для смысловой цельности мелодической линии (или гармонии), но служат для украшения этой линии (или гармонии).
Так же называется и учение о способах украшения мелодий при помощи специальных музыкальных приёмов. Само украшение мелодии дополнительными фигурами называется орнаментированием. Данный способ аранжировки музыкального произведения позволяет исполнителю импровизировать при помощи некоторых мелодических фигур, передавая свои чувства, эмоции и технику, не отходя от основной партитуры. Орнаментика применяется и в вокальных, и в инструментальных мелодиях. К ней относится широкий круг приёмов: от мелодических формул определённой структуры до кратких украшений.

## История
Ярким примером использования орнаментики в музыке является Европа XVI—XVIII веков. До этого времени характерна импровизационная орнаментика, то есть первоначально орнаментирование осуществлялось исполнителем по собственному усмотрению. В своих истоках и эволюции орнаментика, как и примыкающая к ней диминуция (дробление относительно протяжённых нот мелодии с образованием фигур из нескольких нот меньшей длительности), связана с искусством импровизации. Постепенно в музыке сложились устойчивые типы мелодико-ритмических украшений, которые получили специальное обозначение, их добавлял (выписывал полностью) в нотную запись сам композитор.
Мощный толчок в развитии орнаментика получила во французской клавесинной и лютневой музыке XVII века. Некоторые техники украшения помогали продлить звуки. производимые инструментом, которые из-за его специфического устройства быстро затухали. В церквях использование таких приёмов придавало дополнительную красоту песнопениям, но строгое следование канонам церковной музыки ограничивало свободное эволюционирование орнаментики.
XVI век в итальянской опере стал первым значимым периодом в истории развития орнаментики. Это время приходится на эпоху Возрождения, отличительной чертой которой является гуманизм и антропоцентризм, когда углублённый интерес к внутреннему содержанию человека и тяга к красоте привели к распространению мелодических украшений в музыке. Именно ренессансные техники сформировали мелизмы, которые используются в современном искусстве.

## Виды
В основном в классической музыке использовались небольшие мелодические украшения — мелизмы. Основные виды мелизмов: форшлаг, группетто, мордент, трель. Данные приёмы или вписываются мелкими нотами в текст партитуры, или обозначаются около нужных нот при помощи музыкальных аббревиатур — специальных символов, которые используются для сокращения нотного письма.
Также в орнаментике используются более развитые вариационные техники и формы, такие как
- фигурация
- фиоритура (колоратура)
- пассаж
- глоса, диминуция, дубль
- арпеджио
- тирата